# Champagnac-la-Rivière
Champagnac-la-Rivière är en kommun i departementet Haute-Vienne i regionen Nouvelle-Aquitaine i västra Frankrike. Kommunen ligger i kantonen Oradour-sur-Vayres som tillhör arrondissementet Rochechouart. År 2022 hade Champagnac-la-Rivière 591 invånare.

## Befolkningsutveckling
Antalet invånare i kommunen Champagnac-la-Rivière
| Referens: INSEE |